# هیتر رایسمن
هیتر رایسمن (انگلیسی: Heather Reisman؛ زادهٔ ۲۸ اوت ۱۹۴۸) نظامی بازنشسته، سرمایه‌دار، کارآفرین و مدیر اجرایی اهل کانادا است، که در سال ۱۹۹۶ شرکت ایندیگو بوکس را تأسیس کرد.